# صموئيل كاسادو كوندي
صموئيل كاسادو كوندي (بالإسبانية: Samuel Casado Conde)‏ هو لاعب كرة قدم إسباني، ولد في 16 يناير 1997. لعب مع Atlético Malagueño ‏.

## روابط خارجية
- صموئيل كاسادو كوندي على موقع قاعدة بيانات كرة القدم.إي يو (الإنجليزية)
- صموئيل كاسادو كوندي على موقع Soccerway.com (الإنجليزية)